# Bagnante seduta
Bagnante seduta è un dipinto a olio su tela (163,2x129,5 cm) realizzato nel 1930 dal pittore spagnolo Pablo Picasso. È conservato nel Museum of Modern Art
di New York.
La testa della donna assomiglia ad una mantide religiosa, ma sorprende la sensualità e la femminilità del corpo deforme.